# Crecimiento humano
De acuerdo con los estándares de salud, el crecimiento humano es el proceso biológico por el cual un ser vivo, aumenta de grasa  y alturas hacia los lados o hacia arriba a la vez que experimenta una serie de cambios morfológicos y funcionales que afecta a todo el organismo hasta adquirir el mayor crecimiento.
Este aumento comienza por las propias células, pasando por tejidos, hasta llegar a los órganos y sistemas. Estas estructuras, más desarrolladas, se hacen cargo de realizar el trabajo biológico más importante.
El crecimiento también se define como el aumento en el número de células de un organismo, lo que conlleva el aumento de tamaño. Es medible y cuantificable. El crecimiento se consigue por una doble acción: un aumento en el tamaño de las células del cuerpo, y un aumento en su número real.
Tanto el crecimiento como la división celular dependen de la capacidad de las mismas para asimilar los nutrientes que encuentran en el ambiente en que se desarrollan. Así, los alimentos son degradados y a partir de la energía que ellos brindan el cuerpo la utiliza para construir nuevas estructuras celulares.

## Antes del nacimiento
Desarrollo antes del nacimiento o desarrollo prenatal (del latín: natalis ‘relacionado con el nacimiento’) es el proceso en el que se desarrolla un cigoto, y luego un embrión y luego un feto durante la gestación. El desarrollo prenatal comienza con la fertilización y la formación del cigoto, la primera etapa del desarrollo embrionario humano que continúa en el desarrollo fetal hasta el nacimiento.

### Fertilización

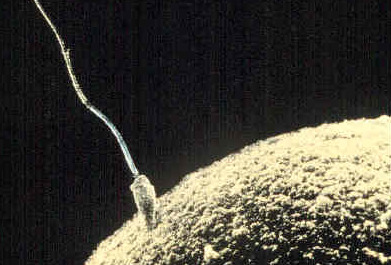
Espermatozoide fecundando un óvulo

La fertilización ocurre cuando el esperma ingresa con éxito a la membrana del óvulo. Los cromosomas del esperma pasan al óvulo para formar un genoma único. El huevo se convierte en un cigoto y comienza la etapa germinal del desarrollo embrionario. La etapa germinal se refiere al tiempo desde la fertilización, pasando por el desarrollo del embrión temprano, hasta la implantación. La etapa germinal termina alrededor de los 10 días de gestación.
El cigoto contiene un complemento completo de material genético, con todas las características biológicas de un solo ser humano, y se desarrolla en el embrión. Brevemente, el desarrollo embrionario tiene cuatro etapas: la etapa de mórula, la etapa de blástula, la etapa de gástrula y la etapa de neurula. Antes de la implantación, el embrión permanece en una cubierta de proteína, la zona pelucida, y sufre una serie de divisiones celulares mitóticas rápidas llamadas escisión. Una semana después de la fertilización, el embrión aún no ha crecido en tamaño, pero sale de la zona pelúcida y se adhiere al revestimiento del útero de la madre. Esto induce una reacción decidual, en la que las células uterinas proliferan y rodean al embrión, lo que provoca que se incruste en el tejido uterino. El embrión, por su parte, prolifera y se desarrolla tanto en tejido embrionario como extraembrionario, formando este último las membranas fetales y la placenta. En los seres humanos, el embrión se conoce como un feto en las últimas etapas del desarrollo prenatal. La transición de embrión a feto se define arbitrariamente como algo que ocurre 8 semanas después de la fertilización. En comparación con el embrión, el feto tiene características externas más reconocibles y un conjunto de órganos internos en desarrollo progresivo. Un proceso casi idéntico ocurre en otras especies.

### Desarrollo embrionario
El desarrollo embrionario humano se refiere al desarrollo y formación del embrión humano. Se caracteriza por el proceso de división celular y diferenciación celular del embrión que tiene lugar durante las primeras etapas del desarrollo. En términos biológicos, el desarrollo humano implica el crecimiento desde un cigoto unicelular hasta un ser humano adulto. La fecundación se produce cuando el espermatozoide entra y se fusiona con un óvulo (óvulo). El material genético del espermatozoide y el óvulo se combinan para formar una única célula llamada cigoto y comienza la etapa germinal del desarrollo prenatal. El estadio embrionario abarca las ocho primeras semanas de desarrollo; al comienzo de la novena semana, el embrión se denomina feto.
La etapa germinal se refiere al tiempo que transcurre desde la fecundación, pasando por el desarrollo del embrión temprano, hasta que se completa la implantación en el útero. La etapa germinal dura unos 10 días. Durante esta etapa, el cigoto comienza a dividirse, en un proceso denominado escisión. A continuación se forma un blastocisto que se implanta en el útero. El desarrollo embrionario continúa con la siguiente fase de gastrulación, en la que se forman las tres capas germinales del embrión en un proceso denominado histogénesis, al que siguen los procesos de neurulación y organogénesis.
En comparación con el embrión, el feto tiene rasgos externos más reconocibles y un conjunto más completo de órganos en desarrollo. Todo el proceso de desarrollo embrionario implica cambios espaciales y temporales coordinados en la expresión génica, el crecimiento celular y la diferenciación celular. Un proceso casi idéntico ocurre en otras especies, especialmente entre los cordados.

### Desarrollo fetal
Un feto es una etapa del desarrollo humano que se considera que comienza nueve semanas después de la fecundación. En términos biológicos, sin embargo, el desarrollo prenatal es un continuo, con muchas características definitorias que distinguen a un embrión de un feto. Un feto también se caracteriza por la presencia de todos los órganos principales del cuerpo, aunque todavía no estarán completamente desarrollados y funcionales y algunos todavía no estarán situados en su ubicación definitiva.

Etapas del desarrollo prenatal

### Influencias maternas
El feto y el embrión se desarrollan dentro del útero, un órgano situado en la pelvis de la madre. El proceso que experimenta la madre mientras lleva el feto o el embrión se denomina embarazo. La placenta conecta el feto en desarrollo con la pared del uterino para permitir la absorción de nutrientes, la termorregulación, la eliminación de desechos y el intercambio de gases a través del suministro de sangre de la madre; para luchar contra las infecciones internas y para producir hormonas que favorecen el embarazo. La placenta proporciona oxígeno y nutrientes al feto en crecimiento y elimina los productos de desecho de su sangre. La placenta se adhiere a la pared del útero, y el cordón umbilical del feto se desarrolla a partir de la placenta. Estos órganos conectan a la madre y al feto.  Las placentas son una característica definitoria de los mamíferos placentarios, pero también se encuentran en marsupiales y algunos no mamíferos con distintos niveles de desarrollo. La homología de tales estructuras en diversos vivíparos es discutible, y en invertebrados como artrópodoss, es análoga en el mejor de los casos.

## Después del nacimiento

### Infancia y niñez
Infancia es la distancia de edad que va desde el nacimiento hasta la adolescencia. En psicología del desarrollo, la infancia se divide en las etapas de desarrollo de aprender a caminar, edad de juego, la infancia media (edad escolar), y la adolescencia (pubertad a través de post-pubertad). Varios factores de la infancia podrían afectar a la formación de actitudes de una persona.
- Prepubertad 
  - Neonato (recién nacido)
  - Lactante (bebé)
  - Bebé
  - Edad de juego
  - Edad escolar primaria, puede coincidir con la preadolescencia (preadolescente)

Esquema aproximado de los periodos de desarrollo en desarrollo infantil

### Pubertad
La pubertad es el proceso de cambios físicos a través del cual el cuerpo humano de un niño madura hasta convertirse en un cuerpo adulto capaz de la reproducción sexual. Se inicia mediante señales hormonales del cerebro humano a las gónadas: los ovarios en las niñas y los testículos en los niños. En respuesta a las señales, las gónadas producen hormonas que estimulan la libido y el crecimiento, la función y la transformación del cerebro, los huesos, los músculos, la sangre, la piel, el pelo, los senos y los órganos sexuales. Crecimiento físico-talla y peso- se acelera en la primera mitad de la pubertad y se completa cuando se ha desarrollado un cuerpo adulto. Hasta la maduración de sus capacidades reproductivas, las diferencias físicas prepuberales entre niños y niñas son los órganos sexuales externos.
Por término medio, las niñas comienzan la pubertad en torno a los 10-11 años y la terminan en torno a los 15-17; los niños comienzan en torno a los 11-12 años y la terminan en torno a los 16-17. El principal hito de la pubertad en las mujeres es la menarquia, el inicio de la menstruación, que se produce por término medio entre los 12 y los 13 años; para los varones, es la primera eyaculación, que se produce de media a los 13 años.  En el siglo XXI, la edad media a la que los niños, especialmente las niñas, alcanzan la pubertad es menor en comparación con el siglo XIX, cuando era de 15 años para las niñas y 16 para los niños.  Esto puede deberse a un gran número de factores, entre los que se incluyen una mejor nutrición que resulta en un rápido crecimiento corporal, aumento de peso y deposición de grasa, o la exposición a disruptores endocrinos como xenoestrógenos, que en ocasiones puede deberse al consumo de alimentos u otros factores ambientales.  La pubertad que comienza antes de lo habitual se conoce como pubertad precoz, y la pubertad que comienza más tarde de lo habitual se conoce como pubertad retrasada.
Entre los cambios morfológicos en el tamaño, la forma, la composición y el funcionamiento del cuerpo puberal, destaca el desarrollo de características sexuales secundarias, el "relleno" del cuerpo del niño; de niña a mujer, de niño a hombre.

## Procesos que producen el crecimiento
El crecimiento de los organismos se produce, en general, por medio de diferentes procesos, entre los que están:
- El aumento en el número de células del cuerpo.

- La adición de nuevas estructuras en el organismo.

- La renovación y mejora del tejido que recubre al cuerpo.

- La modificación de estructuras ya existentes.

## Factores internos que lo benefician
Hay factores internos que pueden beneficiar a la célula en su crecimiento. Entre estos se encuentran las hormonas, que aceleran o inhiben la división celular.
Cada especie tiene diversas características de crecimiento, dependiendo de la información genética e inclusive de la edad. En otras palabras, los vegetales y animales tienen un crecimiento limitado por la especie a la que pertenecen.
Es cuando el humano llega a una etapa de cambios que sufre el cuerpo.

## Factores del crecimiento
El crecimiento se consigue por una acción: el aumento en el número de las células del cuerpo.
Tanto el crecimiento como la división celular dependen de la capacidad de las mismas para asimilar los nutrientes que encuentran en el ambiente en que se desarrollan. Así, los alimentos son usados por el cuerpo para construir nuevas estructuras celulares.
Un modelo predeterminado de crecimiento puede considerarse en seis etapas:
- Prenatal
- Infancia
- Niñez
- Pubertad
- Adolescencia
- Adultez
- Tercera edad

## Hormona del crecimiento y otras hormonas
- Adrenalina o epinefrina. Se produce en la médula suprarrenal. Está muy ligada a la actividad del sistema nervioso. Actúa sobre el aparato circulatorio (acelera el ritmo del corazón y aumenta la presión arterial) y sobre el respiratorio (aumenta la frecuencia de las respiraciones). También tiene diversas acciones metabólicas; la más importante de éstas es que aumenta el nivel de glucosa circulante en la sangre. Esta hormona se produce por lo regular en estados de excitación (sustos, principalmente).

- Aldosterona. Se produce también en las glándulas suprarrenales. Aumenta Ia retención general de sodio y agua en el organismo.

- Corticosterona. Se produce en la corteza de las glándulas suprarrenales. Su función es acelerar el metabolismo general, estimulando Ia transformación de carbohidratos en glucosa.

- Estrógeno. Se produce en los ovarios de la mujer. Tiene varias funciones, entre las que se encuentran el funcionamiento cíclico normal de los órganos sexuales femeninos y favorece el desarrollo de las glándulas mamarias y de las características femeninas generales.

- Hormona adrenocorticotrópica u hormona adrenocorticotrófica o adrenocorticotropina o adrenocorticotrofina. Se produce en la hipófisis. Su función es estimular Ia producción de Ia hormona corticosterona o cortisona en la corteza suprarrenal.

- Hormona del crecimiento o somatotropina o somatotrofina. Se produce en la hipófisis. Controla el desarrollo corporal y el crecimiento de los huesos.

- Hormona folículo-estimulante u hormona estimulante del folículo (HFE). Se produce en la hipófisis. En los ovarios de la mujer estimula la ovulación y la producción de la hormona femenina llamada estrógeno. En los testículos, la acción de esta hormona favorece la producción de espermatozoides.

- Hormona luteinizante (HL). Se produce en la hipófisis. Su función consiste en lograr que los ovarios produzcan la hormona progesterona, y en el varón impulsa que los testículos produzcan Ia hormona llamada testosterona.

- Hormona paratiroidea o parathormona. Se produce en la paratiroides. Su función es mantener en la sangre las concentraciones normales de calcio y fósforo.

- Hormona tirotrópica u hormona tirotrófica o tirotrofina o tirotropina. Se produce en la hipófisis. Su función es estimular la producción de la hormona tiroidea en la glándula tiroides.

- Hormona tiroidea. Se conoce también como tiroxina. Se produce en la glándula tiroides y su función es acelerar el metabolismo nutritivo. Esto lo hace al estimular la velocidad de oxidación de Ia glucosa y, en las grasas, al disminuir su descomposición.

- Insulina. Es producida por el páncreas. Su función consiste en mantener la concentración normal de la glucosa en la sangre, pues regula el metabolismo de los carbohidratos.

- Noradrenalina o norepinefrina. También se produce en las glándulas suprarrenales. Está muy ligada a la actividad del sistema nervioso. Actúa sobre los aparatos circulatorio y respiratorio. También tiene diversos efectos metabólicos.

- Oxitocina. Se produce en la hipófisis. Es la hormona que marca el final de la gestación, provocando contracciones uterinas en el parto. También estimula la contracción de la glándula mamaria para la salida de la leche.

- Progesterona. Se produce en los ovarios y ayuda a la preparación y sostenimiento del útero durante el embarazo.

- Testosterona. Se produce en los testículos; es la encargada de activar y mantener los caracteres sexuales externos masculinos.

- Vasopresina. Se produce esta hormona en la hipófisis. Esta hormona aumenta la tensión en las arteriolas y la retención de agua en los riñones.

Existen muchas enfermedades producidas por deficiencia o exceso de hormonas en el organismo. Por ejemplo: la diabetes, el bocio, el enanismo, el gigantismo, la obesidad, etcétera.

## Sistemas orgánicos
Los órganos humanos y sus sistemas se desarrollan en un proceso conocido como organogénesis. Esto comienza en la tercera semana de desarrollo embrionario, cuando la gástrula forma tres capas germinales distintas, el ectodermo, el mesodermo y el endodermo. El ectodermo eventualmente se convertirá en la capa externa de la piel y sistema nervioso. El mesodermo formará músculos esqueléticos, células sanguíneas, el sistema reproductivo, el sistema urinario, la mayor parte del sistema circulatorio, y el tejido conectivo del torso. El endodermo se convertirá en el epitelio del tracto gastrointestinal y respiratorio y varias glándulas.